# 中央バイパス

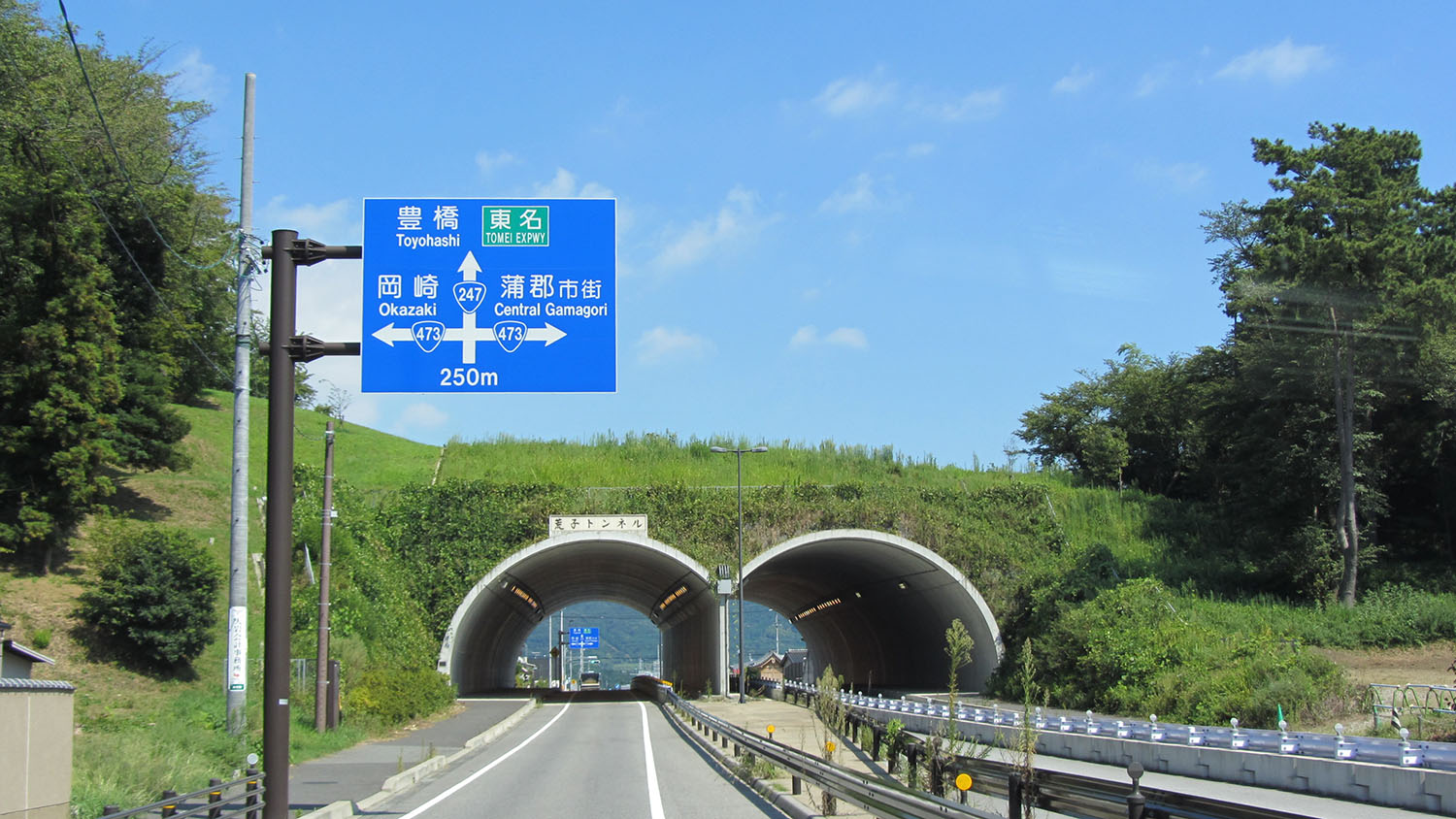
中央バイパス
（国道473号との交差）
愛知県蒲郡市蒲郡町

中央バイパス（ちゅうおうバイパス）は、愛知県蒲郡市の市街地を迂回する国道247号バイパスである。

## 概要
海岸沿いや三谷温泉を走る2車線の国道23号（国道247号重複、2025年4月に愛知県道豊橋幸田線に降格）をバイパスする役割を担い、国道23号蒲郡バイパス蒲郡ICと国道23号現道十能交差点を連絡する。
東側区間は、三谷町のJR東海道本線のガードの南から十能交差点まで1970年代に早々に4車線で開通したものの、その後の進捗はなく、2002年（平成14年）のラグーナ蒲郡本格開業（ラグナシア開園）に伴う交通量増加や蒲郡市民病院移転に対応するため2004年（平成16年）に水竹町からJR東海道本線ガード南まで先行開通した。
西側区間には開削トンネル工法と呼ばれる、地方の道路建設では珍しい工法を採用したトンネルが完成した。トンネル付近に5世紀ごろの荒子古墳群があったため、市の発掘調査のあと移築させた。
2017年（平成29年）11月25日に全線開通。

### 路線データ
- 起点 : 愛知県蒲郡市竹谷町
- 終点 : 愛知県蒲郡市三谷町
- 全長 : 5,630 m
- 車線 : 暫定2車線（両側暫定方式、完成4車線）
- 最高速度 : 60 km/h

## 歴史
- 1988年（昭和63年） : 事業着手。
- 1997年（平成9年）6月 : 蒲郡市民病院移転により北側約710 m開通。
- 2000年（平成12年）11月 : 三谷町伊与戸から豊岡町西門までが開通。
- 2004年（平成16年）5月20日 : 豊岡町西門から市民病院北側までの工事が完了。これにより音羽蒲郡有料道路（三河湾オレンジロード）から国道23号星越バイパスまでが開通し東側区間暫定供用開始。
- 2006年（平成18年） : 西側区間の工事着工。
- 2008年（平成20年）12月25日 : 蒲郡町 - 水竹町が開通[3]。
- 2017年（平成29年）11月25日 : 県道芦谷蒲郡線（竹谷町地内） - 市道宮成町坂本前田1号線（蒲郡町地内）間開通により、全線開通[2]。

## 接続する道路
- 国道23号（蟹洗）
- 愛知県道383号蒲郡碧南線（市役所通り）（錦田橋東）
- 愛知県道323号芦谷蒲郡線（柏原街道）（竹谷町宮前）
- 国道473号（花掛）
- 音羽蒲郡道路（三河湾オレンジロード）（水竹町一反田）
- 愛知県道368号豊川蒲郡線（国坂街道）（豊岡平田門）
- 愛知県道371号豊岡三谷港線（豊岡町西門）
- 国道23号（十能）